# 高原純平
高原 純平（たかはら じゅんぺい、1980年7月21日 - ）は、北海道出身のバスケットボール選手、指導者。
選手としては2003年に日本リーグの大塚商会アルファーズ（現：越谷アルファーズ）に所属し、2005年には福岡レッドファルコンズと契約しプロ選手になった。選手としてのポジションはガード。現役時代の身長は178cm、体重82kgだった。
2010年には指導者に転身し、実業団チームであるイカイ女子バスケットボール部の監督を2017年で務めた。2017年7月にはBリーグの群馬クレインサンダーズのアシスタントコーチに就任した。その後、2020年に同じくBリーグ所属で、大塚商会の後継チームである越谷アルファーズのヘッドコーチ、2022年からは青森ワッツのヘッドコーチを歴任。

## 来歴
沼津学園高校から日本大学を経て、2003年に日本リーグの大塚商会に入社したが、翌2004年に怪我の治療に専念するため退部。
2005年、新たにスーパーリーグに参加する福岡レッドファルコンズとプロ契約を結ぶが、チームはシーズン半ばで解散。
その後、実業団チームのイカイレッドチンプスに入団。主将を務め、高校・大学の1年先輩でもある加藤吉宗らとともに天皇杯にも出場。
2010年からはイカイ女子バスケットボール部の監督を務め、2011年には天皇杯に指導者としても出場を果たした。2017年からはBリーグ、群馬クレインサンダーズのアシスタントコーチを務める
その後、2018年から大塚商会アルファーズの後継チームで、当時B3.LEAGUEに所属していた埼玉県越谷市をホームタウンとする越谷アルファーズのアシスタントコーチに就任。かつてはbjリーグのプロクラブを指揮した青野和人ヘッドコーチを支え、クラブは総合2位に入り、B2・B3入れ替え戦でB2最下位の八王子に勝利し、B2リーグ昇格に貢献した。
2020年からは大塚商会時代から7年間に渡りヘッドコーチを務めてきた青野和人の後任として、越谷のヘッドコーチに就任し、1シーズン務めた。
2021-22シーズンは越谷で再びアシスタントコーチを務めた。2022-23シーズンからは青森ワッツのヘッドコーチを務めたが、ヘッドコーチ契約書における禁止事項への抵触があったとして2024年2月14日付にて契約解除となった。
2024-25シーズンは富山グラウジーズでアシスタントコーチを務める。

## 参考資料
- 「月刊バスケットボール」2010年12月号